# Suaux
Suaux település Franciaországban, Charente megyében. Lakosainak száma 380 fő (2022. január 1.). Suaux Chasseneuil-sur-Bonnieure, Cherves-Châtelars, Lussac, Nieuil, Vitrac-Saint-Vincent és Terres-de-Haute-Charente községekkel határos.

## Népesség
A település népessége az elmúlt években az alábbi módon változott:
| Lakosok száma | 484  | 373  | 367  | 369  | 420  | 412  | 390  | 386  | 384  | 380  |
|               | 1968 | 1982 | 1990 | 2006 | 2013 | 2015 | 2017 | 2019 | 2020 | 2022 |